# NHK Educational TV
NHK Educational TV (NHK教育テレビジョン NHK Kyōiku terebijon), (viết tắt: NHK E) là kênh truyền hình giáo dục quốc gia do đài NHK sở hữu. Kênh truyền hình thường đối tượng khán giả chủ yếu là trẻ em, nội dung các chương trình mang tính chất giáo dục, phim tài liệu, văn hóa, khoa học và phim hoạt hình.